# 美花报春
美花报春（学名：Primula calliantha ssp. calliantha）为报春花科报春花属下的一个亚种。

## 扩展阅读
- 維基物種上的相關：美花报春